# Bernini (cráter)
Bernini es un cráter de impacto de 168,13 km de diámetro del planeta Mercurio. Debe su nombre al escultor italiano Gian Lorenzo Bernini (1598-1680), y su nombre fue aprobado por la  Unión Astronómica Internacional en 1976.